# Henriette Avram
Henriette Regina Davidson Avram (Manhattan, 7 ottobre 1919 – Miami, 22 aprile 2006) è stata un'informatica statunitense.
Il suo contributo principale è stato quello di aver sviluppato il Machine Readable Cataloging (MARC), il sistema di catalogazione elettronico delle opere conservate nella Biblioteca del Congresso.

## Biografia
Avram intraprese gli studi premedici all'Hunter College. A metà degli anni cinquanta si iscrisse all'Università George Washington, dove studiò matematica. Nel 1952 venne assunta alla National Security Agency, dove apprese la programmazione, poi lavorò per la software house Datatrol.
Nel 1965 venne assunta alla Biblioteca del Congresso e fu messa a capo del progetto pilota MARC, che prevedeva la catalogazione elettronica di migliaia di oggetti pubblicati in centinaia di lingue diverse. Nel 1969 i record bibliografici vennero distribuiti su nastro magnetico in tutte le  biblioteche nazionali. Nel 1971 il MARC divenne lo standard nazionale per la catalogazione elettronica, e due anni più tardi venne preso come standard internazionale.
Avram si ritirò dalla Biblioteca del Congresso nel 1992 in qualità di bibliotecaria associata per i servizi di raccolta. Morì di cancro nel 2006.

## Vita privata
Nel 1941 sposò Herbert Mois Avram, con il quale ebbe tre figli.